# Monkseaton
Monkseaton är en stadsdel i Whitley Bay, i distriktet North Tyneside, i grevskapet Tyne and Wear, i England. Monkseaton var en civil parish från 1866 till 1913 då den blev en del av Whitley and Monkseaton. Civil parish hade 2 971 invånare år 1911.